# Stig Marcus
Stig Marcus, född den 22 juli 1920 i Stockholm, död där den 1 oktober 1988, var en svensk jurist.
Marcus avlade studentexamen 1938, juris kandidatexamen vid Stockholms högskola 1944 och filosofie kandidatexamen 1972. Han genomförde tingstjänstgöring 1944–1947. Marcus blev fiskal i Hovrätten för Övre Norrland 1948, assessor där 1954, hovrättsråd 1958, lagbyråchef i försvarsdepartementet 1960 (tillförordnad 1957), rättsavdelningschef där 1962, rättschef 1965 och lagman i Svea hovrätt 1970. Han invaldes som ledamot av Krigsvetenskapsakademien 1970. Marcus blev riddare av Nordstjärneorden 1961, kommendör av samma orden 1966 och kommendör av första klassen 1974. Han vilar på Galärvarvskyrkogården.